# Montmaneu
Montmaneu település Spanyolországban, Barcelona tartományban. Lakosainak száma 200 fő (2024).

## Földrajza
Montmaneu Sant Guim de Freixenet, Argençola, Ribera d’Ondara és Talavera községekkel határos.

## Népesség
A település lakosságának változását az alábbi diagram mutatja:
| Lakosok száma | 179  | 316  | 382  | 313  | 268  | 196  | 192  | 164  | 150  | 200  |
|               | 1717 | 1887 | 1936 | 1960 | 1986 | 2004 | 2009 | 2014 | 2019 | 2024 |